# Jair Tavares
Jair Veiga Vieira Tavares (* 13. Februar 2001 in Lissabon) ist ein portugiesischer Fußballspieler. Er ist ein Cousin von Renato Sanches.

## Karriere

### Verein
In der Jugend spielte Tavares ab 2010 für Benfica Lissabon. Er unterzeichnete im Juli 2019 in Lissabon eine Vertragsverlängerung. In der Saison 2020/21 gab er für die B-Mannschaft von Benfica in der zweiten portugiesischen Liga sein Profidebüt. Im Juni 2022 wechselte Tavares zum schottischen Erstligisten Hibernian Edinburgh und unterschrieb einen Vertrag bis 2026. In der Saison 2024/25 war Tavares an den FC Motherwell verliehen.

### Nationalmannschaft
2016 debütierte Tavares für die U15-Nationalmannschaft von Portugal. Bei der U-17-Europameisterschaft 2018 war er in den ersten beiden Vorrundenspielen für die portugiesische U17-Nationalmannschaft im Einsatz.